# آرثر غرينير
آرثر غرينير (بالإنجليزية: Arthur Greiner)‏ هو مهندس أمريكي، ولد في 28 أبريل 1884 في شيكاغو في الولايات المتحدة، وتوفي في 15 ديسمبر 1916.